# Макросемьи индейских языков
Начиная с XIX века, лингвисты предлагали различные гипотезы об объединении индейских языков в макросемьи. Часть гипотез из приведенного ниже списка была в дальнейшем отвергнута.
1. Ахуаке-калианские языки ← en:Ahuaque-Kalianan
2. Алгонкинско-заливные языки ← en:Algonkian-Gulf   (= Algic + Beothuk + Gulf)
3. Алгонкинско-вакашанские языки ← en:Algonquian-Wakashan   (also known as Almosan)
4. Языки алмос-кересиу ← en:Almosan-Keresiouan (= Almosan + Keresiouan)
5. Америндские языки ← Amerind   (= все языки коренного населения Северной и Южной Америки, за исключением эскимосско-алеутских и на-дене)
6. Аравакские языки или макро-аравакские языки ← en:Arawakan
7. Ацтекско-таноанские языки ← en:Aztec-Tanoan   (= Uto-Aztecan + Kiowa-Tanoan)
8. Чибчанские языки ← en:Chibchan stock
9. Языки чибча-паэса ← en:Chibchan-Paezan
10. Языки чикитано-боророа ← en:Chikitano-Boróroan
11. Коахуильтеканские языки ← en:Coahuiltecan   (= Coahuilteco + Cotoname + Comecrudan + Karankawa + Tonkawa)
12. Кунса-капиханские языки ← en:Cunza-Kapixanan
13. Дене-енисейские языки ← Dené-Yeniseian
14. Дене-кавказские языки ← Dené-Caucasian
15. Языки эсмеральда-яруроа ← en:Esmeralda-Yaruroan
16. Гуамо-чапакурские языки ← en:Guamo-Chapacuran
17. Языки залива ← Gulf   (= Muskogean + Natchez + Tunica)
18. Хокские языки   (= Karok + Chimariko + Shastan + Palaihnihan + Yana + Pomoan + Washo + Esselen + Yuman-Cochimí + Salinan + Chumashan + Seri + Tequistlatecan)
19. Языки хок-сиу ← en:Hokan-Siouan   (= Hokan + Subtiaba-Tlappanec + Coahuiltecan + Yukian + Keresan + Tunican + Iroquoian + Caddoan + Siouan-Catawba + Yuchi + Natchez + Muskogean + Timucua)
20. Языки хавароа-кахуапан ← en:Javaroan-Cahuapanan
21. Же-тупи-карибские языки ← en:Je-Tupi-Carib
22. Калианские языки ← en:Kalianan
23. Кавескарский языковой союз ← en:Kaweskar language area
24. Языки кересиу ← en:Keresiouan   (= Keres + Siouan + Iroquoian + Caddoan + Yuchi)
25. Луле-вилельские языки ← en:Lule-Vilelan
26. Макро-андские языки ← en:Macro-Andean
27. Макро-аравакские языки ← en:Macro-Arawakan
28. Макро-карибские языки ← en:Macro-Carib
29. Языки макро-же ← en:Macro-Gê (also known as Macro-Jê)
30. Языки макро-катембри-таруна ← en:Macro-Katembrí-Taruma
31. ← en:Macro-Kulyi-Cholónan
32. ← en:Macro-Lekoan
33. ← en:Macro-Mayan
34. ← en:Macro-Otomákoan
35. ← en:Macro-Paesan
36. ← en:Macro-Panoan
37. ← en:Macro-Puinávean
38. ← Macro-Siouan   (= Siouan + Iroquoian + Caddoan)
39. ← en:Macro-Tekiraka-Kanichana
40. ← en:Macro-Tucanoan
41. ← en:Macro-Tupí-Karibe
42. ← en:Macro-Waikurúan
43. ← en:Macro-Warpean
44. ← en:Mosan   (= Salishan + Wakashan + Chimakuan)
45. ← en:Mosetén-Chonan
46. ← en:Mura-Matanawian
47. Языки на-дене, в том числе хайда   (= Haida + Tlingit + Eyak + Athabaskan)
48. Ностратико-америндские языки ← en:Nostratic-Amerind
49. ← en:Paezan (= Andaqui + Paez + Panzaleo)
50. ← en:Paezan-Barbacoan
51. Пенутийские языки   (= many languages of California and sometimes languages in Mexico)
  1. Калифорнийские пенутийские языки   (= Wintuan + Maiduan + Yokutsan + Utian)
  2. Орегонские пенутийские языки   (= Takelma + Coosan + Siuslaw + Alsean)
  3. Мексиканские пенутийские языки   (= Mixe-Zoque + Huave)
52. Кечумарские языки ← en:Quechumaran
53. Такелма-калапуянские языки   (= Takelma + Kalapuyan)
54. Туникские языки ← en:Tunican   (= Tunica + Atakapa + Chitimacha)
55. Йок-утийские языки ← en:Yok-Utian
56. Юри-тикунские языки ← en:Yuri-Ticunan
57. Языки сапароа-ягу ← en:Zaparoan-Yaguan

Довольно подробный анализ данных гипотез приводят Кэмпбелл (Campbell, 1997), Кэмпбелл и Митхун (Campbell & Mithun, 1979).